# 上海街
座標: 北緯22度18分23秒 東経114度10分11秒 / 北緯22.30647度 東経114.16959度
上海街 (シャンハイ・ロード、英語: Shanghai Street) は、香港の油尖旺区にある道路である。佐敦、油麻地、旺角を通っている。道路は北から南に向かう一方通行であり、南端は柯士甸道、北端は荔枝角道である。横には彌敦道、廟街、砵蘭街、新填地街、廣東道が平行して走る。

## 歴史
上海街は1887年に建設され、その起点となる衆坊街と差館街（当時）の交差点に油麻地警察署があったことから、この通りは「差館街」 (Station Street) と呼ばれていた。しかし、1898年11月12日には道路が延長され、警察署を堺に南北に分かれるようになり、さらに1909年3月19日には、香港島にも差館上街ができたことから、混乱を避けるために「上海街」という名称に変更された。
1970年代以前は、彌敦道がまだ発展途上であり、上海街がこの地域の商業の中心であった。しかし現在では、裙褂や風水といった中国の伝統文化に関する店が並ぶ程度となっている。
上海街は本来南行きの3車線であったが、1970年代に地下鉄を建設する際、荔枝角道から衆坊街までの区間は右側が北行き車線となった。さらに、海底トンネルを通るバス4路線（102、104、105、112）も通過した。この処置は1994年まで続いた。

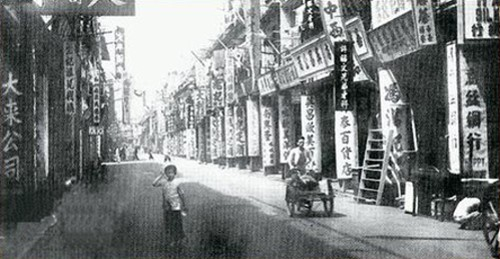
1930年代に上海街にあった上が住居で下が店舗の「唐樓」と呼ばれる建物
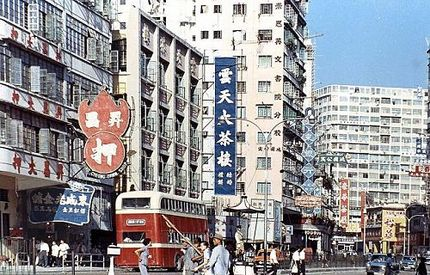
1960年代の上海街
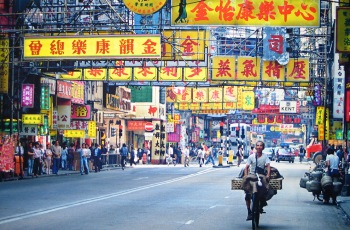
看板で溢れる1990年代の上海街

## 建築物
- 油麻地停車場大廈（上海街250号）
- 帝豪海景酒店（上海街262号）
- 香港露宿救濟會油麻地露宿者之家（上海街345号A）
- 香港康得思酒店（上海街555号、朗豪酒店前）
- 窩打老道8号
- 旺角総合大樓（上海街557号）
- 旺角道遊楽場（上海街／旺角道交差点西北側）

## 交通
MTR
- 觀塘線・荃湾線: 旺角駅、油麻地駅、佐敦駅

バス